# 川端実
川端 実（かわばた みのる、 1911年5月22日 - 2001年6月29日）は、日本の洋画家。

## 人物
現在の東京都文京区生まれ。祖父は明治期の日本画家である川端玉章、父も日本画家の川端茂章という美術家一家であった。1934年（昭和9年）、東京美術学校油画科卒業。
1936年（昭和11年）の文展（帝展の代わりに開催）に出品した『海辺』で選奨を受賞。
1939年（昭和14年）光風会会員。1950年（昭和25年）多摩美術大学教授。1958年（昭和33年）以降、ニューヨークを拠点に活躍。抽象表現主義の作品を多く生み出す。1960年（昭和35年）に初個展。作品に「緑のなかのフォルム」など。

## 受賞歴
- 佐分賞（1941年）
- グッゲンハイム国際展個人表彰名誉賞（1958年）[3]